# Alex Arthur
Alex Arthur (ur. 26 czerwca 1978 w Edynburgu) – szkocki bokser, były zawodowy mistrz świata organizacji WBO w kategorii junior lekkiej (do 130 funtów).
Zawodową karierę rozpoczął w listopadzie 2000. Pierwszej porażki doznał w październiku 2003, w swojej siedemnastej walce, przegrywając przez techniczny nokaut w piątej rundzie z Michaelem Gomezem. W latach 2004–2006 wygrał osiem kolejnych pojedynków. 21 lipca 2007 pokonał przez techniczny nokaut Gruzina Kobę Gogoladze i zdobył tytuł tymczasowego mistrza świata organizacji WBO w kategorii junior lekkiej. Pięć miesięcy później pokonał na punkty po zaciętej walce Stephena Fostera. Obaj pięściarze leżeli w tym pojedynku na deskach.
Arthur miał się następnie zmierzyć z regularnym mistrzem WBO w kategorii junior lekkiej, Joanem Guzmánem, jednak bokser z Dominikany zrezygnował z tytułu i zmienił kategorię wagową na cięższą. W konsekwencji Arthur został pełnoprawnym posiadaczem mistrzowskiego pasa.
Swój tytuł stracił już w następnej walce, 6 września 2008, przegrywając jednogłośnie na punkty z Nicky Cookiem. Bezpośrednio po pojedynku Arthur stwierdził, że został okradziony z tytułu przez sędziów i że to on powinien wygrać walkę.
Po tej porażce Arthur zmienił kategorię wagową na wyższą i powrócił na ring 19 czerwca 2009 roku, nokautując już w pierwszej rundzie Mohameda Benbiou. Jednak już w następnej walce, 5 grudnia 2009 roku, przegrał jednogłośnie na punkty z Nigelem Wrightem. W ciągu następnych dwóch lat Arthur wygrał trzy kolejne pojedynki z mniej znanymi bokserami.